# ラーボニ・ウォーレン＝ボスアヤコ
ラーボニ・ウォーレン＝ボスアヤコ（Rahboni Warren-Vosayaco、1995年9月28日 - ）は、オーストラリア出身のラグビーユニオン選手。ジャパンラグビーリーグワンの九州電力キューデンヴォルテクスに所属している。

## 来歴
オーストラリア・シドニー出身。エンデバー高校、サザン・ディストリクツを経る。
2016年、NTTコミュニケーションズシャイニングアークスに加入。同年10月16日に行われたジャパンラグビートップリーグ2016-17シーズン第7節のトヨタ自動車ヴェルブリッツ戦に途中出場で日本での公式戦初出場を果たした。
2017年、スーパーラグビーの日本チームであるサンウルブズのスコッドに入った。
2019年、宗像サニックスブルースに加入。
2021年、スーパーラグビーのワラターズに加入。2023年からウェスタン・フォースに移る。
2023年、フランスのCAブリーヴに入団。
2025年7月、ジャパンラグビーリーグワンの九州電力キューデンヴォルテクスに加入した。